# Хлуднев, Фёдор Матвеевич
Фёдор Матвеевич Хлуднев (бел. Фёдар Мацвеевіч Хлуднеў; 5 июня 1917— 5 января 1944) — красноармеец Рабоче-крестьянской Красной Армии, участник Великой Отечественной войны, Герой Советского Союза (1943).

## Биография
Фёдор Хлуднев родился 5 июня 1917 года в селе Жиндо 2-е (ныне — Красночикойский район Забайкальского края). 
После окончания трёх классов школы проживал и работал на станции Хилок в Читинской области. В мае 1941 года Хлуднев был призван на службу в Рабоче-крестьянскую Красную Армию. С 1943 года — на фронтах Великой Отечественной войны.
К ноябрю 1943 года красноармеец Фёдор Хлуднев был орудийным номером 89-й тяжёлой гаубичной артиллерийской бригады разрушения 12-й артиллерийской дивизии 4-го артиллерийского корпуса прорыва 65-й армии Белорусского фронта. Отличился во время битвы за Днепр. 18-19 ноября 1943 года Хлуднев, находясь на наблюдательном пункте, пулемётным огнём отбил три немецкие контратаки, сам два раза был ранен, но продолжал сражаться.
Указом Президиума Верховного Совета СССР от 24 декабря 1943 года красноармеец Фёдор Хлуднев был удостоен высокого звания Героя Советского Союза. Орден Ленина и медаль «Золотая Звезда» он получить не успел, так как скончался от полученных ранений 5 января 1944 года. 
Похоронен на воинском кладбище города Добруш Гомельской области Белоруссии. 

## Награды
- Герой Советского Союза (1943)

## Память
- В честь Хлуднева названы улицы в Добруше[1], Линёво Озеро и Хилке, установлен бюст в посёлке Линёво Озеро Хилокского района.
- Могила Ф. М. Хлуднева —  Историко-культурная ценность Республики Беларусь, шифр 313Д000231.